# Смолярик еритрейський
Смоля́рик еритрейський (Myrmecocichla melaena) — вид горобцеподібних птахів родини мухоловкових (Muscicapidae). Мешкає в Ефіопії та Еритреї.

## Опис
Довжина птаха становить 20 см. Виду не притаманний статевий диморфізм. Дорослі птахи мають майже повністю чорне забарвлення. В польоті на крилах помітні широкі білі смуги. Дзьоб і лапи чорні. У молодих птахів забарвлення дещо світліше.

## Поширення і екологія
Еритрейські смолярики живуть на кам'янистих скелях Еритреї і Ефіопії, в чагарникових заростях біля ущелин та поблизу водоспадів. Зустрічаються на висоті від 1800 до 2700 м над рівнем моря. 